# 5751 Zao
5751 Zao è un asteroide near-Earth. Scoperto nel 1992, presenta un'orbita caratterizzata da un semiasse maggiore pari a 2,1043351 UA e da un'eccentricità di 0,4219741, inclinata di 16,06252° rispetto all'eclittica.